# Epiphanes
Epiphanes (griechisch: Ἐπιφανής; * im späten 1. oder frühen 2. Jahrhundert auf Kefalonia) war ein Gnostiker.
Er soll ein Nachfolger bzw. Sohn des Karpokrates (dessen historische Existenz umstritten ist) und seiner Frau Alexandria von Kefalonia gewesen sein. Epiphanes lebte in Sami und starb bereits mit siebzehn Jahren, hinterließ aber ein Werk Über die Gerechtigkeit. Darin werden die Unterschiede zwischen Sklaven und Freien, Arm und Reich etc. als nicht naturgemäß beschrieben. Teile seiner Lehre sind bei Clemens von Alexandria überliefert.
Nach seinem vorzeitigen Tod wurde er bei den Kephalleniern als Gott verehrt, was zu der Vermutung führte, Epiphanes sei kein Mensch, sondern ein Mondgott gewesen. Zu jedem Neumond wurde ihm zu Ehren ein Fest gefeiert. Seine Anhänger bauten ihm zu Ehren einen Tempel.